# Ernest Van der Hallen
Ernest Van der Hallen, né en 1898 à Lierre (Belgique) et y décédé en 1948, est un écrivain catholique belge d’expression néerlandaise. Il se voulait, et réussit à devenir, un guide spirituel des jeunesses catholiques flamandes dans l’entre-deux-guerres. Cet idéaliste manifestait une foi romantique en l’Homme et un attachement à la terre, auquel il associait un nationalisme et un catholicisme militants.

## Biographie
Ayant été contraint pour raisons de santé de renoncer à sa vocation ecclésiastique, il dirigea ses efforts vers le mouvement étudiant et devint le principal animateur du Algemeen Katholiek Vlaams Studentenverbond (Confédération générale des étudiants catholiques flamands, en abrégé A.K.V.S.). De ses années d’étudiant jusqu’à sa mort, il exerça, par le biais principalement de conférences, d’ouvrages de fiction, et de contributions à des revues de jeunesse, une influence profonde sur la jeunesse flamande catholique. Il fut également l'animateur d'un groupe théâtral d'avant-garde, nommé Branding. Il œuvrait à faire advenir une jeunesse flamande affranchie, revendiquant son appartenance à la culture flamande, et pénétrée des idéaux chrétiens. Il réussit ainsi à devenir une personnalité très en vue dans les cercles de la jeunesse étudiante catholique, sur laquelle il exerça, par sa ferveur idéaliste et par plusieurs de ses écrits spécialement destinés à elle, une influence considérable, qui perdura encore longtemps après sa mort. Son œuvre témoigne d’une pensée idéaliste, mais en même temps d’une attitude non-conformiste et combattive. 
Les autorités de l’Église en Belgique n’apprécièrent guère ni l’activité par trop indépendante de ce non-conformiste ni ses efforts à instiller ses convictions flamingantes à ses étudiants. Les tentatives de faire rentrer l’A.K.V.S. dans le rang s’étant révélées infructueuses, l’autorité ecclésiastique résolut de contrecarrer cette association, en lui opposant la concurrence d’une formation étudiante plus docile, la Katholieke Studenten Actie. De surcroît, l’A.K.V.S. eut également à subir la concurrence de la section jeunesse du Dinaso.
Van der Hallen fut par ailleurs secrétaire de la Confédération générale des bibliothèques catholiques (Algemeen Verbond der Katholieke Boekerijen) et rédacteur de Boekengids (recension de livres), et joua à ce titre un rôle important dans la constitution du Lectuur-Repertorium, répertoire commenté de livres de lecture publié sous l’égide de l’Église catholique. Il collabora pendant quelques années à l’hebdomadaire Jong Dietschland, dirigé par Cyriel Verschaeve, et fut cofondateur et rédacteur de la revue Volk. De tempérament fondamentalement romantique, il eut de la peine à se concilier avec la banale existence quotidienne, cherchant au contraire à fuir la réalité dans des contes et des narrations, de la même façon qu’il tendait à fuir son milieu pour entreprendre, en particulier après l’échec de l’A.K.V.S., des périples autour de la Méditerranée, qui lui fournirent la matière de différents récits de voyage. Ceux-ci, de fort bonne facture, furent regroupés et publiés en volume. 
Dans ses œuvres de fiction, où il apparaît habile à évoquer des atmosphères et des états d’âme davantage qu’à camper des personnages, il professe son attachement à la terre et sa foi en la bonté de l’Homme et dans la noblesse de l’existence, et laisse percer son mépris pour la vie citadine moderne. Ses pages les plus accomplies se trouvent dans Brouwer, biographie romancée du peintre Adriaen Brouwer, dans Kroniek der onnozele kinderen (litt. Chronique des enfants innocents), évocation de la croisade d’enfants, et dans les premiers chapitres, publiées posthumément, du roman inachevé d’un musicien, intitulé Vaarwel dan… (litt. Alors adieu…)
Pendant la guerre, il se tint politiquement à l’écart et se consacra tout entier à remplir sa fonction d’inspecteur provincial des bibliothèques publiques et à écrire des livres. Ce nonobstant, la police, qui était à la recherche de son frère Alfred, membre du VNV et bourgmestre de Lierre pendant l’Occupation, fit irruption dans son domicile à la Libération. Ayant déclaré qu’il ne trahirait pas son frère, il fut mis en état d’arrestation, en l’absence de tout mandat, et incarcéré pendant trois mois. Son état de santé, déjà précaire sans cela, se détériora sensiblement sous l’effet des exécrables conditions de cet emprisonnement. Plus tard, il fut également démis de sa charge d’inspecteur.
Même après son décès en 1948, Van der Hallen demeura longtemps encore une figure inspiratrice pour les mouvements de jeunesse nationalistes en Flandre.

## Œuvres
- Ridder Arnold (1924, conte)
- Sprookjes uit de zomernacht (illustré par Felix Timmermans) (1924)
- Stille uren bij primitieve meesters (1924, essai)
- Begenadigden uit mystiek Vlaanderen (1925)
- Kristiaan de godsgezant (1928, roman)
- Liturgisch gebedenboek voor studenten (1931)
- Brieven aan een jonge vriend (1932)
- De wind waait (1932, verhalen)
- Een jongen uit Vlaanderen (1934)
- Zes dagen (1935)
- De aarde roept (1936, roman)
- Charles de Foucauld (1937)
- Tussen Atlas en Pyreneeën (1938, récit de voyage)
- Cheiks, pelgrims en rabbijnen (1940, récit de voyage)
- Oost-zuid-oost. Herinneringen aan Libië, Égypte, Syrië en Turkije (1941)
- Op eigen grond (1942, roman)
- Het vertelsel van den dichter zonder hart (1942, nouvelle dans Bloei)
- Brouwer (1943, biographie romancée)
- Steden in vlammen (1943)
- Vertelsels in juni (1944, récits)
- Kroniek der onnozele kinderen (1947, roman)
- Felix Timmermans (1948)
- Brieven aan Elckerlyc (1948)
- Vreemdelingenlegioen (1948, récit)
- Vaarwel, mijn vriend (1949, roman inachevé)

## Sources
- Armand Boni, Ernest Van der Hallen, een silhouet. Davidsfonds éd., Louvain , 1950
- Bonifaas Luykx, De wind waait, Ernest Van der Hallen, begenadigde en jeugdleider. Éd. Bertennest, Courtrai, 1999
- Article dans l'encyclopédie Winkler-Prins
- Article de Encyclopedie van de Vlaamse Beweging, éd. Lannoo, Tielt/Utrecht 1973, tome I, p.636